# Coupe Rouge et Bleu
La Coupe Rouge et Bleu (anglais : Red and Blue Bowl) est un match annuel du football canadien entre les Varsity Blues de Toronto et les Lions de York. Organisé pour la première fois en 1970, cet événement fait partie de la rivalité entre l'Université de Toronto et l'Université York, dont les deux se situent dans le Grand Toronto.
Le trophée de l'événement s'appelle le «Coupe Argo» (anglais : Argo Cup).

## Bilan saison par saison
| Date              | Lieu                            | Résultat                          |
| ----------------- | ------------------------------- | --------------------------------- |
| 14 septembre 1970 | Varsity Stadium                 | Toronto 36-0 York                 |
| 29 septembre 1971 | Varsity Stadium                 | Toronto 24-12 York                |
| 11 septembre 1972 | Stade de l'Exposition nationale | York 7-14 Toronto                 |
| 15 septembre 1973 | Stade de l'Exposition nationale | York 19-42 Toronto                |
| 12 octobre 1974   | Stade de l'Exposition nationale | York 7-26 Toronto                 |
| 10 octobre 1975   | Varsity Stadium                 | Toronto 56-0 York                 |
| 8 octobre 1976    | Varsity Stadium                 | Toronto 43-2 York                 |
| 15 octobre 1977   | Varsity Stadium                 | Toronto 28-6 York                 |
| 9 septembre 1978  | York                            | York 0-20 Toronto                 |
| 4 octobre 1979    | Varsity Stadium                 | Toronto 22-0 York                 |
| 24 octobre 1980   | Varsity Stadium                 | Toronto 37-20 York                |
| 8 octobre 1981    | Varsity Stadium                 | Toronto 39-9 York                 |
| 8 octobre 1982    | Varsity Stadium                 | Toronto 21-14 York                |
| 6 octobre 1983    | Varsity Stadium                 | Toronto 49-7 York                 |
| 4 octobre 1984    | Varsity Stadium                 | Toronto 20-44 York                |
| 10 octobre 1985   | Varsity Stadium                 | Toronto 7-17 York                 |
| 9 octobre 1986    | Varsity Stadium                 | Toronto 23-24 York                |
| 7 octobre 1987    | Varsity Stadium                 | Toronto 36-7 York                 |
| 8 octobre 1988    | Varsity Stadium                 | Toronto 18-12 York                |
| 5 octobre 1989    | Varsity Stadium                 | Toronto 27-9 York                 |
| 4 octobre 1990    | Varsity Stadium                 | Toronto 38-0 York                 |
| 10 octobre 1991   | Varsity Stadium                 | Toronto 65-7 York                 |
| 8 octobre 1992    | Varsity Stadium                 | Toronto 40-3 York                 |
| 7 octobre 1993    | Varsity Stadium                 | Toronto 42-20 York                |
| 6 octobre 1994    | Varsity Stadium                 | Toronto 26-1 York                 |
| 5 octobre 1995    | Varsity Stadium                 | Toronto 20-14 York                |
| 10 octobre 1996   | Stade York (en)                 | York 31-3 Toronto                 |
| 13 septembre 1997 | Varsity Stadium                 | Toronto 7-17 York                 |
| 24 octobre 1998   | Varsity Stadium                 | Toronto 9-15 York                 |
| 11 septembre 1999 | Varsity Stadium                 | Toronto 1-47 York                 |
| 9 septembre 2000  | Stade York                      | York 23-3 Toronto                 |
| 15 septembre 2001 | Stade York                      | York 33-10 Toronto                |
| 13 septembre 2002 | Stade Birchmount (en)           | Toronto 6-14 York                 |
| 27 septembre 2003 | Stade York                      | York 66-7 Toronto                 |
| 25 septembre 2004 | Varsity Stadium                 | Toronto 41-45 York                |
| 17 septembre 2005 | Varsity Stadium                 | Toronto 33-40 York (Prolongation) |
| 30 octobre 2006   | Stade York                      | York 39-11 Toronto                |
| 29 septembre 2007 | Stade York                      | York 21-20 Toronto                |
| 13 septembre 2008 | Varsity Stadium                 | Toronto 58-7 York                 |
| 3 octobre 2009    | Stade York                      | York 27-45 Toronto                |
| 18 septembre 2010 | Varsity Station                 | Toronto 24-19 York                |
| 10 septembre 2011 | Stade York                      | York 8-10 Toronto                 |
| 13 octobre 2012   | Varsity Stadium                 | Toronto 24-36 York                |
| 10 octobre 2013   | Stade York                      | York 35-56 Toronto                |
| 13 septembre 2014 | Varsity Stadium                 | Toronto 70-0 York                 |
| 2 octobre 2015    | Stade York                      | York 3-40 Toronto                 |